# Stuurstoel

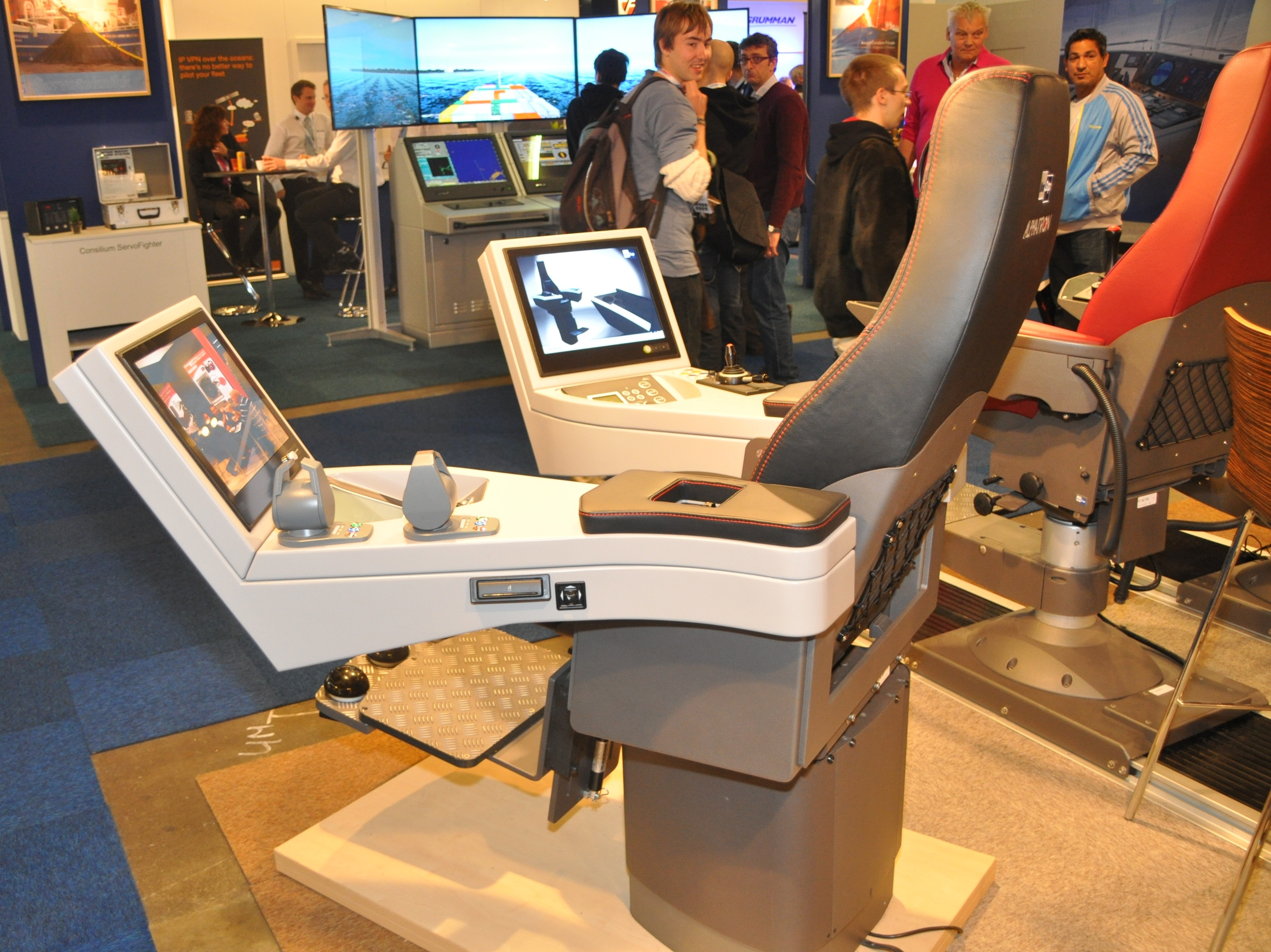
Stuurstoel van een modern binnenschip

Een stuurstoel kan men vinden waar een mens zittend controle uitoefent over het besturen van een binnenschip vanaf het stuurhuis, van een zeeschip vanaf de brug, van een vliegtuig vanuit de cockpit of van een locomotief vanuit de cabine.
Met uitzondering van de stoelen in voertuigen voor het wegverkeer wordt zo'n stoel stuurstoel genoemd. 
De eisen die aan een stoel in professioneel gebruik worden gesteld zijn per branche verschillend. De gemeenschappelijke factor is dat zo'n stoel aan de eisen moet voldoen waarmee een schipper, stuurman, piloot of machinist het werk veilig kan doen, zonder dat door langdurig gebruik de eigen gezondheid, en daarmee misschien zijn beoordelingsvermogen, wordt aangetast. Het lichaam mag niet onnodig worden belast en de functies moeten zodanig kunnen worden uitgevoerd, dat de veiligheid niet in gevaar wordt gebracht. De ergonomische normen waaraan moet worden voldaan verschillen per land.
In bijvoorbeeld militaire gevechtsvliegtuigen is de stuurstoel meestal voorzien van een mechanisme waarmee de piloot het toestel snel kan verlaten. In dat geval spreekt men van een schietstoel.